# 小韩遗址
小韩遗址，位于山东省滨州市阳信县商店镇小韩村，是中华人民共和国山东省文物保护单位之一。
1992年6月12日，授予山东省文物保护单位，是一座古遗址。